# Ana Luísa Castro
Ana Luísa Castro, posteriormente Ana De Backer (Vitória (Espírito Santo), 17 de Novembro de 1991) é uma modelo internacional brasileira, bacharel em administração e Miss que ficou famosa após obter o título nacional de Miss Mundo Brasil 2015 das mãos de Julia Gama. A vitória da capixaba foi um marco histórico para o concurso, uma vez que ela foi a primeira candidata negra a conquistar a coroa em mais de 50 anos de concurso. Porém, ela renunciou ao título dois dias depois, pois preferiu consumar seu casamento com o ator e modelo belga Tanguy De Backer, o que viola as regras do concurso Miss Mundo. Ela coroou sua sucessora, a vice-Miss Mundo Brasil 2015 Catharina Choi, simbolicamente no palco do programa Encontro com Fátima Bernardes.

## Biografia
Ana De Backer, trabalha desde os doze (12) anos como modelo no Brasil e fala francês (idioma) e inglês (idioma) fluentemente. Em 2012, iniciou sua carreira internacional e em viagem à China a trabalho conheceu o seu marido, o modelo e ator belga Tanguy De Backer.
Em 2015, criou o projeto social "Ilumine-se" no qual palestra em escolas públicas e privadas com objetivo de conscientizar crianças e jovens sobre diferenças étnicas e sociais, promovendo o respeito ao próximo. O Ilumine-se também objetiva desenvolver o cuidado ao meio ambiente, contando com o apoio do livro infanto-juvenil chamado “É a vez da Mãe Terra”, de sua própria autoria.

## Concursos de Beleza

### World Super Model
Em 2012, Ana De Backer ficou em terceiro lugar no concurso, sediado na China e foi premiada com o título de melhor beleza plástica.

### Miss Terra Brasil
Uma das capixabas da competição nacional, Ana Luísa representou a Praia da Costa, no Espírito Santo na disputa do Miss Terra Brasil 2011 e ficou entre as oito finalistas da competição.

### Rainha do Chocolate
Ana De Backer foi eleita Rainha do Chocolate em 2010, o concurso foi sediado na cidade de Vila Velha (ES) sob organização regional comandada por Ivete Do Espírito Santo.

### Miss Espírito Santo
Aos 17 anos, ela foi eleita vice-Miss Espírito Santo, na categoria juvenil, também obteve o título de Miss Elegância no mesmo concurso.

### Miss Mundo Sergipe
Apesar de não nascida no Estado, Ana Luísa foi convidada pelo coordenador local Fabiano Araújo para representar a unidade federativa no concurso nacional de 2015. A coordenação estadual sabia sobre a união realizada na Bélgica e omitiu a informação a organização nacional comandada por Henrique Fontes, que ficou ciente somente após a coroação. Como a união estava somente no processo de homologação no Brasil, não haveria nenhum problema e a participação da candidata foi legítima, porém Ana opitou por continuar a legalização  do seu casamento e abdicou do título de Miss Mundo Brasil.

### Miss Mundo Brasil
Ana Luísa disputou a coroa mais cobiçada do Brasil com outras trinta e seis (36) candidatas de diversas partes do País e se sagrou campeã, sob fortes aplausos do público presente no Hotel "Pedro Ivo", em Florianópolis. Curiosamente, ela seria a segunda negra a vencer a disputa nacional. Ana Luísa também foi a única negra dentre 36 candidatas, e a única representante do Nordeste no Top 10 e no Top 05. Apesar de não ser favorita, ela desbancou fortes candidatas cotadas ao título, como as misses de Espírito Santo, Mato Grosso do Sul e Ilhabela, sendo essa última, sua primeira sucessora. Ela logo depois foi destronada pela organização do concurso por ser casada, assumindo o título, a vice-campeã Catharina Choi Nunes.